# Cui Shu
Dans ce nom, le nom de famille, Cui, précède le nom personnel.
Pour les articles homonymes, voir Cui.
Cui Shu (chinois 崔述), né en 1740, mort en 1816, est un historien chinois, auteur du Kaoxin lu (Notes pour une lecture critique et véridique).
Dans son Kaoxin lu, Cui Shu entreprend une critique systématique de toutes les interprétations traditionnelles relatives aux Classiques. Il s'est notamment attaché à étudier les figures mythiques de l'antiquité, tels Yao, Shun ou Yu le Grand d'un point de vue historique, et non hagiographique. Méconnu de son vivant, il est tiré de l'oubli dans les années 1920-1930 par des historiens antitraditionnalistes, tels Gu Jiegang ou Hu Shi dans leur ouvrage Critiques sur l'histoire ancienne (Gushi bian).
Cui Shu a passé plus de trente ans à rédiger son ouvrage, qui comprend douze traités.